# '97 Bonnie & Clyde
97 Bonnie & Clyde es el título de una canción del rapero estadounidense Eminem. La canción aparece en Slim Shady EP (como "Just the Two of Us") y en The Slim Shady LP. Eminem grabó una precuela para The Marshall Mathers LP, titulada "Kim". La canción fue versionada por Tori Amos para su álbum lanzado en 2001 donde realiza covers de muchas canciones famosas, Strange Little Girls.

## Antecedentes
La canción cuenta cómo Eminem mata a su exesposa, Kim Mathers, y después vierte el cadáver en el lago con la ayuda de su pequeña hija Hailie. Los sonidos que se tocan al principio de la canción, incluyendo el tintineo de las teclas y el golpe de la puerta de un coche, implican que Eminem puso el cuerpo de Kim en el maletero de su coche. Estos son los mismos sonidos que se tocan al final de la canción "Kim" de Eminem. Eminem tuvo la idea de escribir esta canción en un momento en que Kim le impedía ver a su hija.

## Recepción

### Crítica
El sitio web AllMusic destacó y elogió la canción diciendo: "La pista se hace notar por imaginar matar a su esposa y luego deshacerse del cuerpo con su hija bebé" y el crítico señaló que esta canción está relacionada con las luchas a lo largo de la vida de Eminem. Steve 'Flash' Juon dijo que el remix estaba mal y continuó:"la nueva versión (remix) está sin vida y extrañamente fuera de lugar entre un álbum lleno de alardeos a las drogas. Entertainment Weekly escribió una opinión positiva:"En la parte más divertida del humor negro del álbum, realiza una parodia inteligente de Just the Two of Us de Will Smith llamada  97' Bonnie & Clyde, Eminem y su pequeña dan un paseo agradable a un lago - en el que arroja el cadáver de la madre. Enviando los sentimientos pegajosos y la melodía pop del hit de Smith, Eminem rapea Mama said she wants to show you how far she can float/And don't worry about that little boo-boo on her throat:

## Lista de canciones
Sencillo en CD
| N.º | Título               | Escritor(es)                                        | Producer(s)           | Duración |  |
| 1.  | «'97 Bonnie & Clyde» | Marshall B. Mathers III, Jeff Bass, Mark Randy Bass | Bass Brothers, Eminem | 5:16     |  |